# Hornsby-Akroyd-Motor
Der Hornsby-Akroyd-Motor ist ein Verbrennungsmotor, der von Herbert Akroyd Stuart erfunden und von Richard Hornsby & Sons zur Marktreife entwickelt wurde. Er gilt als der erste funktionierende Glühkopfmotor, der in Serie gebaut wurde und der erste funktionsfähige Verbrennungsmotor, der mit Gasöl betrieben werden kann. Der Motor ist ein Viertaktmotor, der mit Fremdzündung und niedriger Verdichtung arbeitet. Akroyd Stuart meldete ihn am 8. Mai 1890 zum Patent an (Patentnummer 7146/1890). Der Kraftstoffverbrauch des Motors ist zeitgenössisch mit 430 g·PS−1·h−1 (585 g·kW−1·h−1) Gasöl angegeben.